# Väktarån

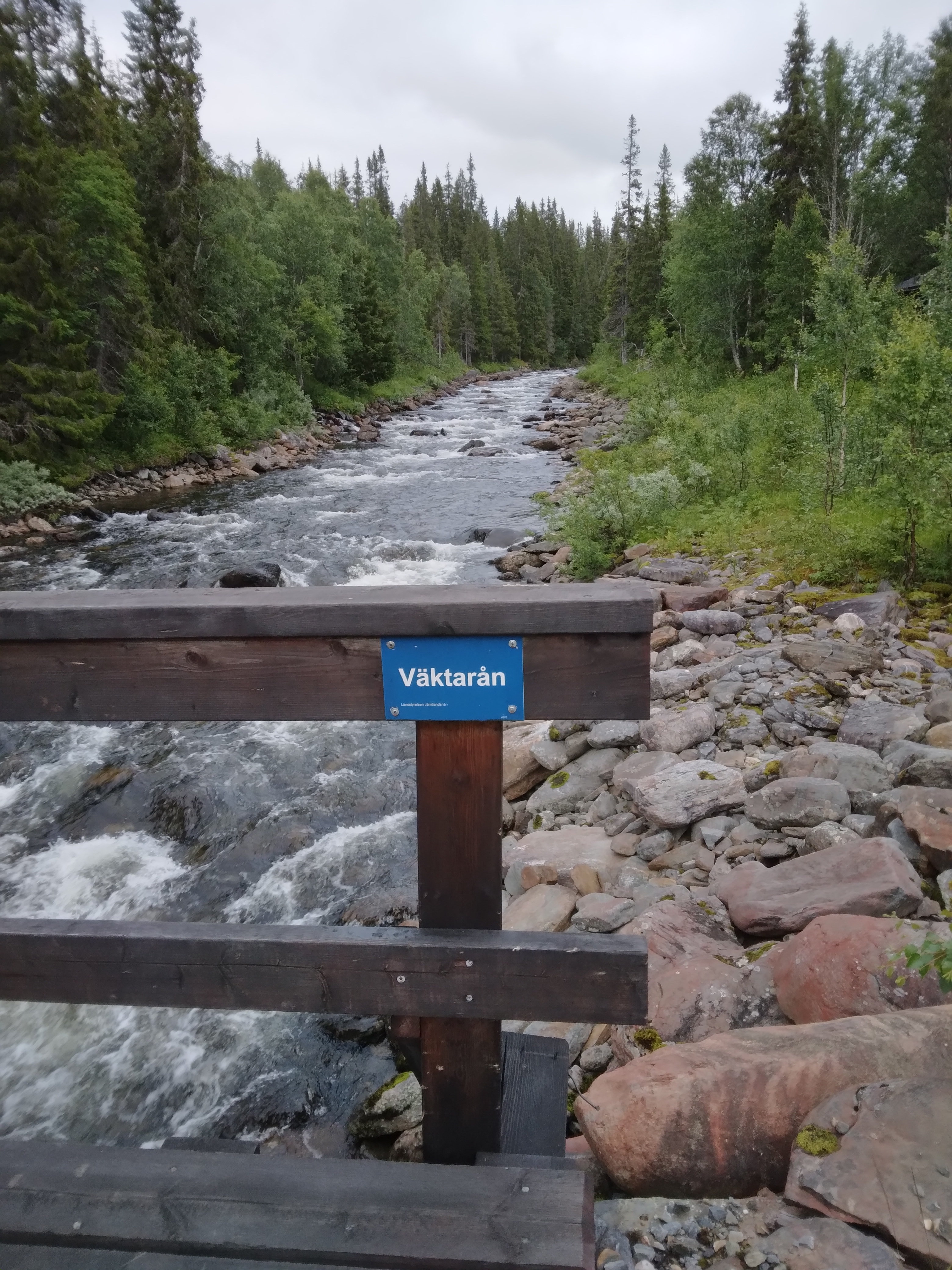
Väktarån vid Väktarmon.

Väktarån är ett vattendrag som utgör en del av Ångermanälvens avvattningsområde i Strömsunds kommun i Jämtlands län. 
Ån rinner i Frostvikens socken och fortsätter ner mot Stor-Väktaren, Väktarmon, Lill-Väktaren och Blåsjöälven. 